# Nematocampa brunneolineata
Nematocampa brunneolineata är en fjärilsart som beskrevs av George Duryea Hulst 1901. Nematocampa brunneolineata ingår i släktet Nematocampa och familjen mätare. Inga underarter finns listade i Catalogue of Life.